# Xyris connosepala
Xyris connosepala là một loài thực vật hạt kín trong họ Hoàng đầu. Loài này được Lanj. & Lindeman miêu tả khoa học đầu tiên năm 1948.